# Екамасова, Дарья Николаевна
Да́рья Никола́евна Екама́сова (род. 20 мая 1984, Москва, СССР) — российская актриса театра, кино и дубляжа. Член Российской Академии кинематографических искусств «Ника» и Киноакадемии стран азиатско-тихоокеанского региона (англ. The Asia Pacific Screen Academy).
В 2024 году фильм «Анора», в котором сыграла Дарья Екамасова, получил «Золотую пальмовую ветвь» на Каннском кинофестивале, а 2 марта 2025 года фильм получил пять статуэток «Оскар», в том числе как «Лучший фильм».

## Биография
Мать — заведующая детским садом, отец — инженер, в конце 1970-х был клавишником и вокалистом в группе «99 %». Окончила музыкальную школу и музыкальное училище по классу фортепиано. Учась на первом курсе, снялась в массовке в клипе Валерия Меладзе «Рассветная». После этого отвезла свою фотографию на «Мосфильм». В 2002 году снялась в дебютной картине режиссёра Андрея Прошкина «Спартак и Калашников», в роли детдомовской девочки-подростка Чиччолины. Позднее сыграла небольшие роли ещё в двух фильмах режиссёра («Игры мотыльков» и «Солдатский декамерон») и роль в одном из эпизодов сериала «Доктор Рихтер».
После музыкального училища Екамасова поступила на второй курс ГИТИСа (мастерская Александра Пороховщикова). Во время учёбы продолжала сниматься в кино: сыграла в двух фильмах Прошкина («Доктор Живаго» и «Живи и помни») и в фильме «Свободное плавание» Бориса Хлебникова.
В 2011 году вышел фильм Андрея Смирнова «Жила-была одна баба», где Екамасова сыграла главную роль — тамбовскую крестьянку Варвару, судьба которой показана на протяжении двенадцати лет с 1909 года на фоне исторических событий: Первой мировой войны, революции, Гражданской войны и Тамбовского восстания крестьян. За роль в этом фильме Дарья получила кинопремии Ника, Белый Слон, APSA и многие другие.
В 2011 году Екамасова снялась в киноальманахе «Четвёртое измерение»
в новелле Алексея Федорченко «Хроноглаз», а в 2012 году — в фильме «Небесные жёны луговых мари». Снялась в фильмах Хлебникова «Пока ночь не разлучит» (2012) и Николая Лебедева «Легенда №17» (2013). В 2013 году на Роттердамском фестивале состоялась премьера фильма Андрея Стемпковского «Разносчик», в котором Екамасова исполнила одну из главных ролей. в ретро-драме Алексея Федорченко «Ангелы революции».
Принимала участие в первом сезоне интеллектуального реалити-шоу «Полиглот» на телеканале «Культура» и шоу «Первого канала» «Без страховки».
2016 год принес актрисе Chopard Talent Award как лучшей молодой актрисе.
В 2016 году снялась в главной роли в полнометражном фильме «Alina», режиссёром выступил Бен Барентгольц, подаривший миру Дэвида Линча и Братьев Коэнов. А также сыграла одну из ведущих ролей в сериале «The Americans” 5 и 6 сезон.
В 2019 году сыграла роль Любы в норвежском сериале для Netflix “Occupied 3”. Её партнёршей стала Ингеборга Дапкунайте.
В 2024 году снялась в американском фильме «Анора». Партнёры — Майки Мэдисон, Марк Эйдельштейн, Юра Борисов, Алексей Серебряков.
2 марта 2025 года вместе со своими коллегами по картине приняла участие в 97-й церемонии кинопремии «Оскар», которая прошла в Лос-Анджелесе: театр «Долби», Голливуд, США.

## Личная жизнь
С 2015 года Дарья Екамасова и сценарист, телепродюсер Денис Фриман (род. 26 января 1970 г.) начали встречаться.
В 2016 году они поженились.
В 2018 году Екамасова родила дочь Варвару.

## Роли в театре
Дебютировала в спектакле режиссёра Владимира Агеева «Пленные духи», в роли Любочки Менделеевой (Центр драматургии и режиссуры п/р А. Казанцева и М. Рощина). Дарья Екамасова играет в Театре.doc в спектакле «Жизнь удалась», получившем Специальную премию жюри драматического театра национальной театральной премии «Золотая маска» 2010 года и в спектакле «Час 18».

## Фильмография
- 2002 — «Спартак и Калашников» — Вера Дудкина (Чиччолина)
- 2004 — «Игры мотыльков» — Чича
- 2005 — «Солдатский декамерон» — дочь Конька
- 2005 — «Доктор Живаго» — эпизод
- 2006 — «Свободное плавание» — Хрюша
- 2008 — «Живи и помни» — Лизавета Вологжина
- 2008 — «Любовь на районе» — Сморкалина
- 2009 — «Фига.Ro» — секретарь Таня
- 2011 — «Бездельники» — кузина
- 2011 — «Баллада о бомбере» — Владилена, фельдшер в партизанском отряде
- 2011 — «Жила-была одна баба» — Варвара
- 2011 — «Москва. Три вокзала» — Юлька
- 2011 — «Раскол» — Настасья Марковна, жена Аввакума
- 2012 — «Хроноглаз» в составе киноальманаха «Четвёртое измерение»
- 2012 — «Пока ночь не разлучит» — посетительница ресторана
- 2012 — «Небесные жёны луговых мари» — Оня
- 2012—2014 — «А у нас во дворе…» — жена Самира
- 2013 — «Разносчик» — Даша
- 2013 — «Тамарка» — Юля
- 2013 — «Старый новый дом» — Мария
- 2013 — «Легенда №17» — Татьяна Харламова, сестра Валерия Харламова
- 2013 — «Вверх тормашками» — Вера Блум, тележурналистка
- 2014 — «Иерей-сан» — Люба Ерёмина
- 2014 — «Ангелы революции» — Полина-Революция
- 2014 — «Куприн. Яма» — Нюра
- 2014 — «Майские ленты» — Лена
- 2014 — «Седьмая руна» — Зоя
- 2014 — «Берцы» — Света
- 2015 — «Влюблённые женщины» — Тамара
- 2015 — «Некрасивая Любовь» — Люба
- 2015 — «Страна Оз» — Снегурочка #2
- 2015 — «Ведьма» — мама Тони
- 2015 — «Рая знает» — сводная сестра Анны
- 2016 — «Чемпионы: Быстрее. Выше. Сильнее» — Дарья Шмелёва, жена пловца Александра Попова
- 2016 — «Деньги» — Людмила Баранникова
- 2016 — «Шесть картин и одно сердце Рут Гарднер» — мать
- 2017 — «С пяти до семи» — Дуня
- 2017 — «Злая шутка» — Наталья
- 2017 — «Доктор Рихтер» — жена Бори
- 2017 — «Демон революции» — Надежда Константиновна Крупская, супруга В. И. Ленина
- 2017 — «Графомафия» — Лолита
- 2017—2018 — «Американцы» (пятый-шестой сезоны) — Софья Коваленко, сотрудница ТАСС
- 2018 — «Игра с огнём» — Галина
- 2019 — «Гив ми либерти» — Саша
- 2019 — «А. Л. Ж. И. Р.» — Ольга Павлова, начальник цеха московской швейной фабрики, жена авиаконструктора, заключённая Акмолинского лагеря
- 2019 — «Оккупированные» — Любовь Сорокина
- 2019 — «Коридор бессмертия» — Клавдия Ивановна Черёмуха
- 2020 — «Адвокат» / Advokatas — Дарья
- 2021 — «Душа» (короткометражка) — мать
- 2021 — «Белый снег» — Ирина Макарова
- 2021 — «Хрустальный» — «Катя Сказка», проститутка
- 2021 — «Сказки Пушкина. Для взрослых» — старшая сестра
- 2022 — «Накануне» — Анна
- 2021 — «Выжившие» — Дина
- 2022 — «Эпидемия» (тринадцатая-пятнадцатая серии) — Лакка, нойда
- 2023 — «Ольга» (пятый сезон) — Руслана, лидер секты
- 2023 — «Жить жизнь» — терапевт
- 2023—2024 — «Сны Алисы» — Таня
- 2024 — «Анора» — Галина Степановна Захарова, мать Ивана
- 2024 — «Юг» — Юля
- 2024 — «Степные боги» — Алёнка
- 2024 — «Невидимый мой» — Мария
- 2025 — «Тайга» — Лида
- 2025 — «Путешествие на солнце и обратно» — мать Руслана

## Награды и номинации
- 2011 — Национальная премия кинокритики и кинопрессы «Белый Слон» — Лучшая главная женская роль («Жила-была одна баба»)[13].
- 2012 — Премия «Ника» — Лучшая женская роль («Жила-была одна баба»).
- 2012 — Номинация на премию Киноакадемии Азиатско-Тихоокеанского региона За лучшую женскую роль («Жила-была одна баба»)[14]. Награда — Особая похвала жюри (High Commendation)[15].
- 2016 — Московский международный кинофестиваль — специальная премия Chopard Talent Award — самой талантливой и перспективной молодой актрисе[16].
- 2022 — кинофестиваль «Окно в Европу» — специальный приз жюри за лучшую женскую роль («Накануне»)[17].